# Måresnyltrot
Måresnyltrot (Orobanche caryophyllacea) är en snyltrotsväxtart som beskrevs av James Edward Smith. Enligt Catalogue of Life ingår Måresnyltrot i släktet snyltrötter och familjen snyltrotsväxter, men enligt Dyntaxa är tillhörigheten istället släktet snyltrötter och familjen snyltrotsväxter. Arten förekommer tillfälligt i Sverige, men reproducerar sig inte. Inga underarter finns listade i Catalogue of Life.

## Bildgalleri

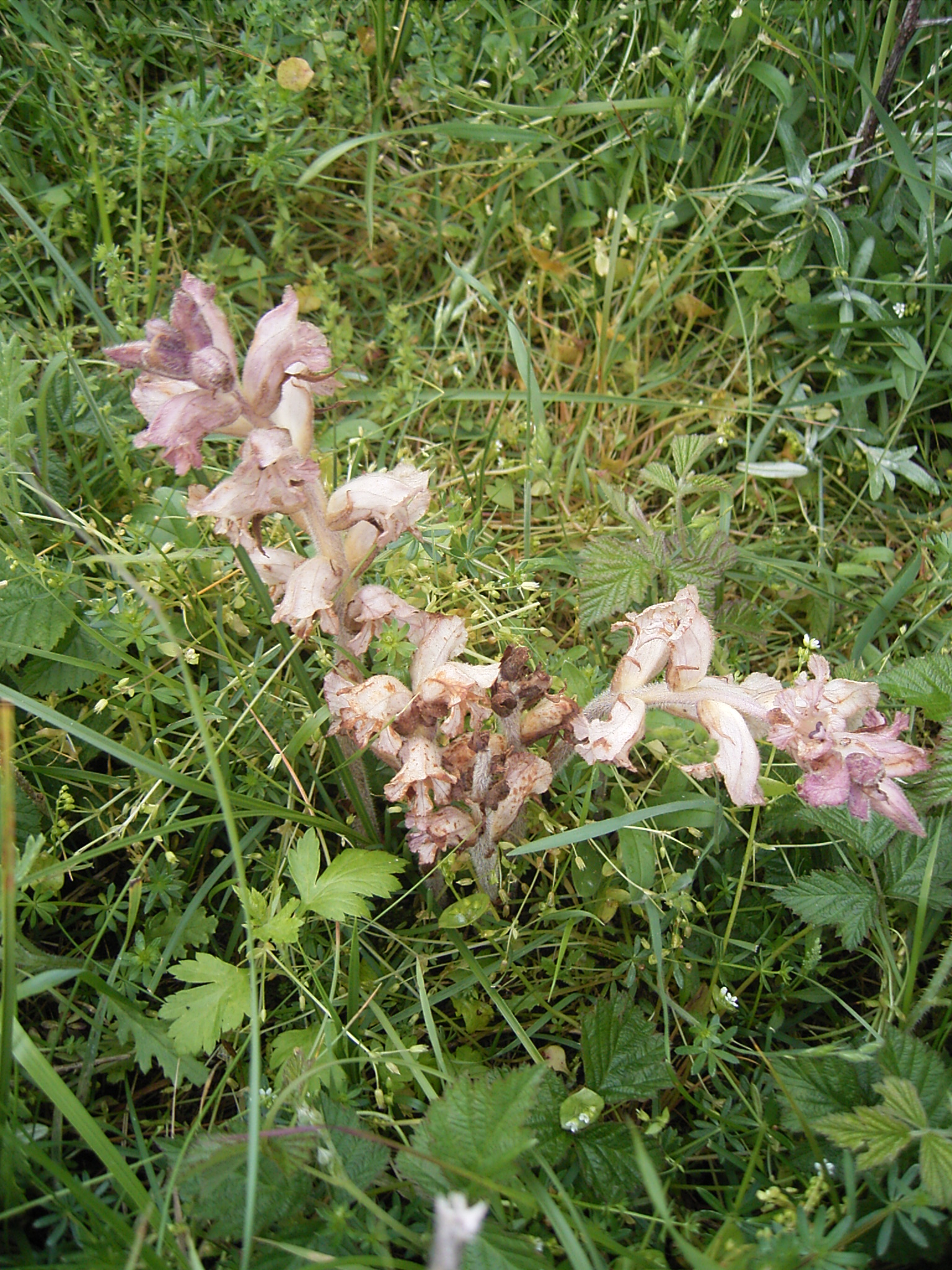
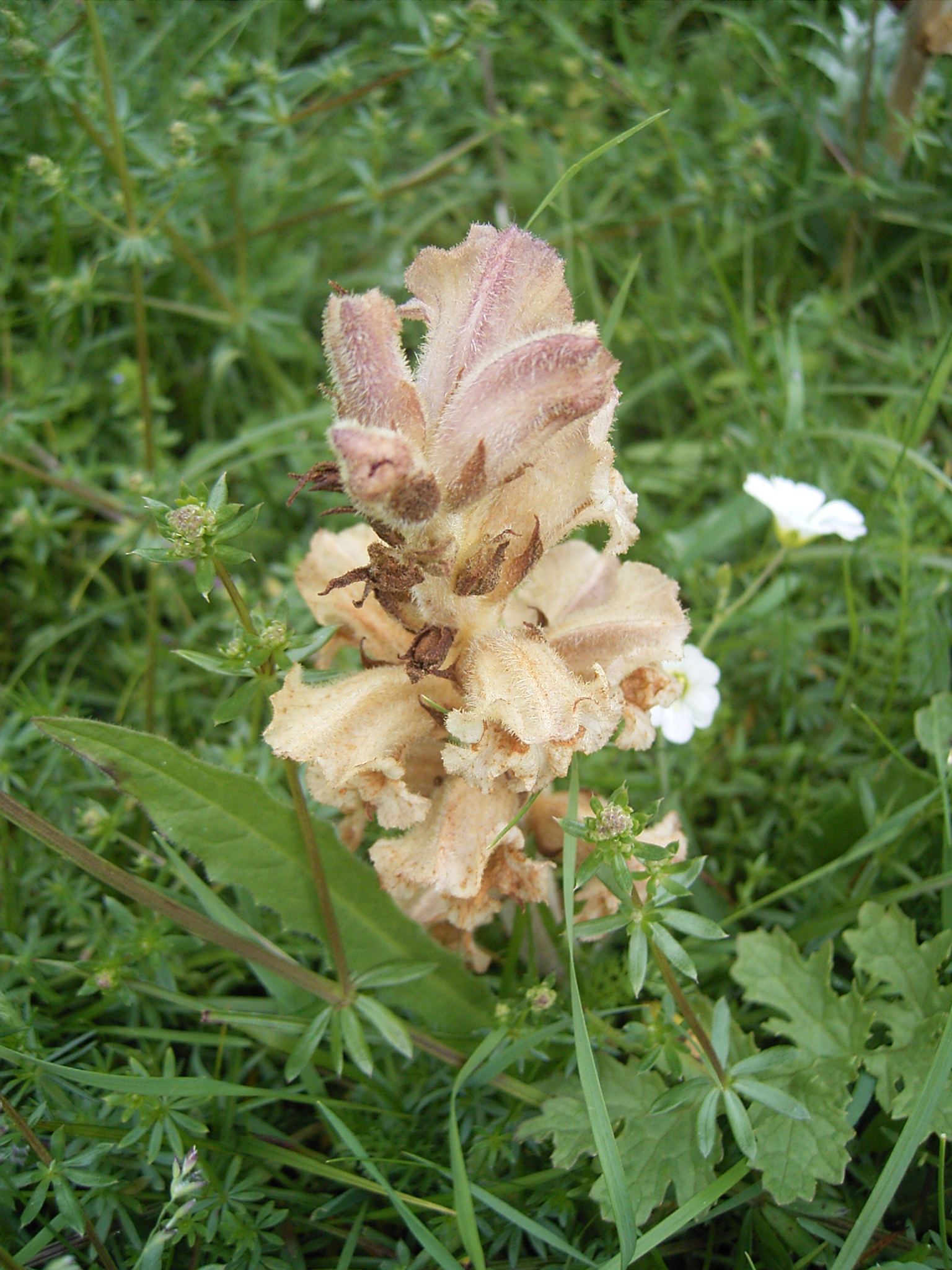